# アンヘロ・プレシアード
アンヘロ・スミト・プレシアード・キニョネス（Ángelo Smit Preciado Quiñónez, 1998年2月18日 - ）は、エクアドル・スクンビオス県シュシュフィンディ出身のサッカー選手。チェコ1部リーグ・スパルタ・プラハ所属。エクアドル代表。ポジションはDF（右サイドバック）。

## 経歴

### クラブ
アメリカ・デ・キトの下部組織でサッカーを始めた。2015年にインデペンディエンテ・デル・バジェの下部組織に移籍。2018年2月のU-20コパ・リベルタドーレスのリーベル・プレート・モンテビデオ戦では相手選手からの暴力を防ぐためにコーナーフラッグを引き抜いた事で話題になった。2018年7月9日にトップチーム初出場。レギュラーの座をすぐに掴み取り、8月25日にはプロ初得点を記録した。
2021年1月より、ベルギーのKRCヘンクと2年半の契約を締結した。
2023年9月4日、ACスパルタ・プラハに移籍した。

### 代表
U-20代表としては、2017年5月4日に2017 FIFA U-20ワールドカップのメンバーに招集された。
2018年8月30日にはジャマイカ、グアテマラとの親善試合に臨むA代表に選出。ここでは出場が無かったものの、同年10月12日のカタールとの親善試合でチームメイトのスティベン・プラサに代わって途中投入され、A代表初出場を記録した。

## 代表歴

### 出場大会
- エクアドル代表
  - 2022 FIFAワールドカップ

### 試合数
- 国際Aマッチ 35試合 0得点（2018年-）[9]

| エクアドル代表 | 国際Aマッチ | 国際Aマッチ |
| 年             | 出場        | 得点        |
| -------------- | ----------- | ----------- |
| 2018           | 2           | 0           |
| 2019           | 1           | 0           |
| 2020           | 4           | 0           |
| 2021           | 10          | 0           |
| 2022           | 10          | 0           |
| 2023           | 8           | 0           |
| 2024           |             |             |
| 通算           | 35          | 0           |